# Antonio Peternel
Antonio Peternel (Gorizia, 13 agosto 1910 – Gorizia, 3 gennaio 1986) è stato un calciatore e allenatore di calcio italiano, di ruolo attaccante.

## Carriera

### Calciatore
Ha giocato per tre stagioni in Serie A con il Casale dal 1931 al 1934 (le ultime disputate finora in massima serie dai nerostellati), totalizzando complessivamente 18 presenze ed una rete (in occasione del pareggio interno con la Pro Vercelli della stagione 1933-1934).
In seguito ha proseguito la carriera in Serie B con la maglia del Messina, quindi nelle serie minori, prevalentemente in formazioni siciliane.

### Allenatore
Allenò tra i dilettanti friuliani l'Itala, la Juventina di Gorizia e, a partire dal 1958, il Mossa.

## Palmarès

### Club

#### Competizioni nazionali
- Seconda Divisione: 1

Vogherese: 1928-1929